# Afgekia filipes
Afgekia filipes är en ärtväxtart som först beskrevs av Stephen Troyte Dunn, och fick sitt nu gällande namn av R.Geesink. Afgekia filipes ingår i släktet Afgekia och familjen ärtväxter. Inga underarter finns listade i Catalogue of Life.

## Bildgalleri

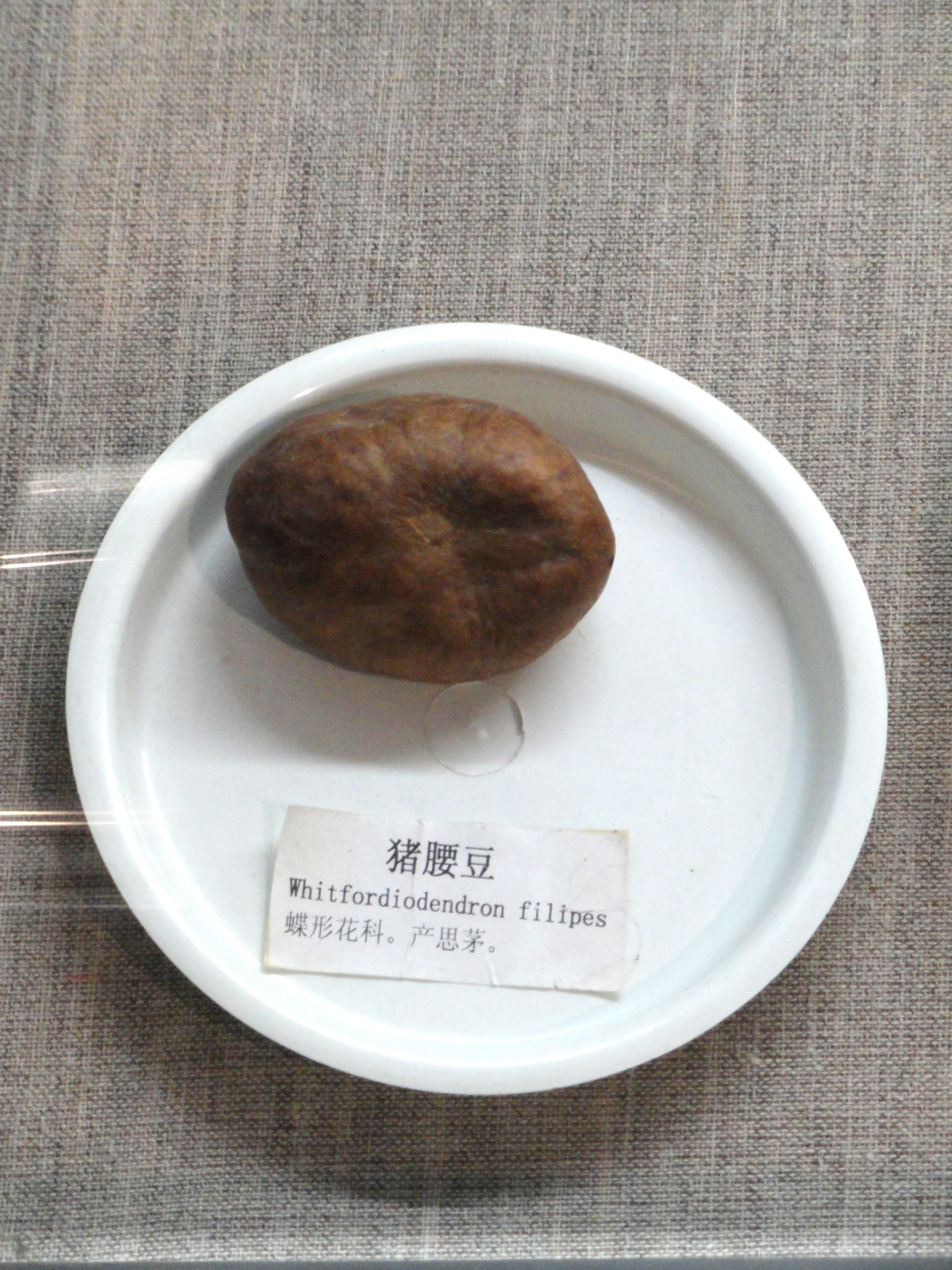